# Architettura sikh

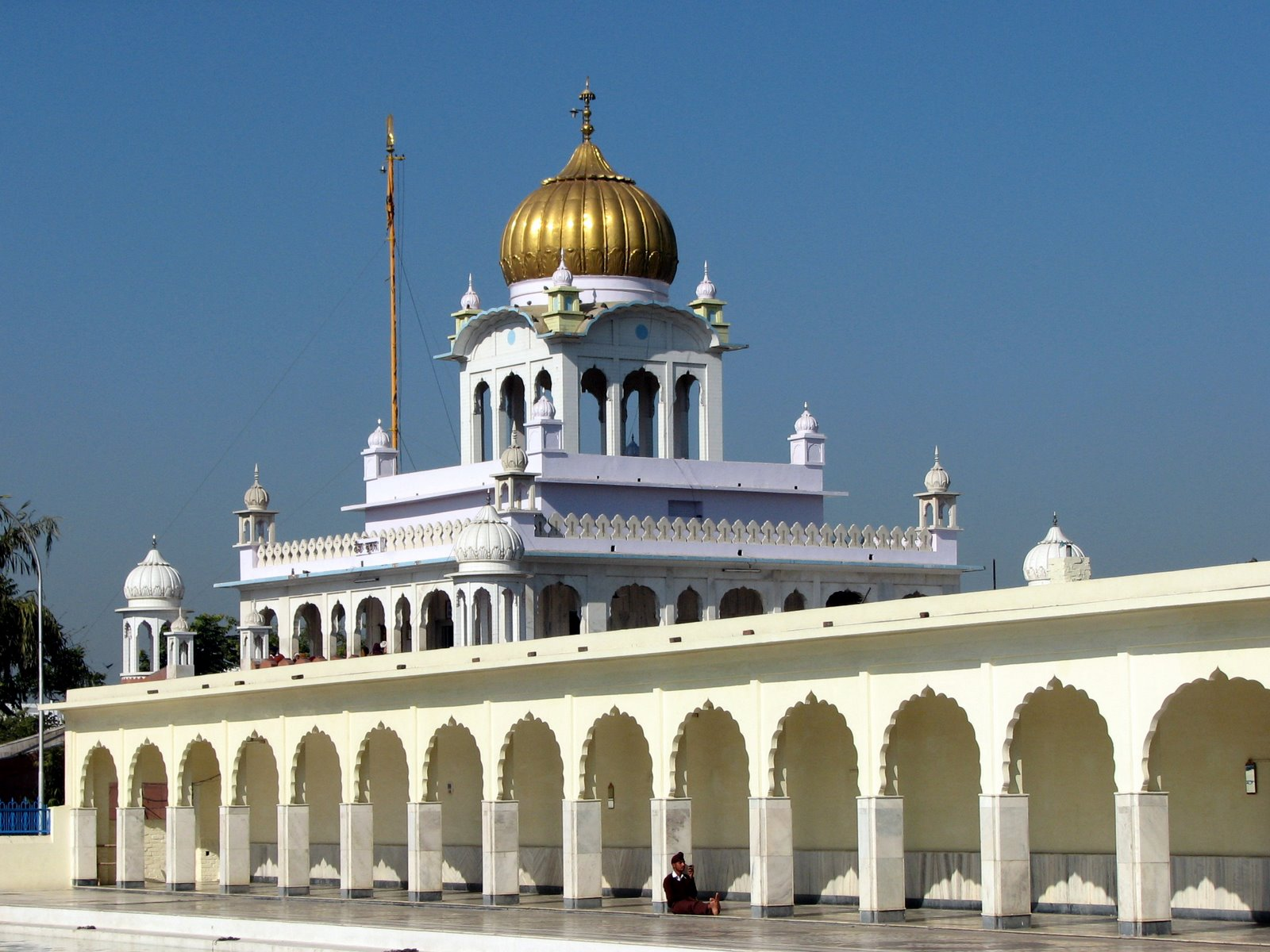
Sarovar (sacra piscina) del Fatehgarh Sahib Gurdwara, nel Punjab, India.

Con il termine architettura sikh si intende una particolare espressione architettonica caratterizzata da delicata complessità, austera bellezza e linee sinuose. Grazie alla propria mancanza di staticità, è considerata tuttora in piena trasformazione, sviluppando nuove branche anche secondo i dettami moderni. Sebbene l'architettura sikh si sia originariamente sviluppata in parallelo con il sikhismo, il lessico architettonico di questa è stato in seguito mutuato anche in numerosi edifici a carattere non religioso.
L'architettura sikh iniziò a caratterizzarsi all'incirca dal XVIII secolo per l'accostamento di linee rette e curve sinuose: i primi esempi di Gurdwara furono il Takht Sri Keshgarh Sahib di Anandpur Sahib ed il Tempio d'Oro (o Harmandir Sahib) di Amritsar. Ulteriori esempi di tale architettura possono essere rintracciati in India, Pakistan, Afghanistan, Bangladesh, Arabia Saudita, Iraq e Turchia: si tratta principalmente di posti commemorativi la visita od il passaggio di guru Sikh. Si possono trovare esempi moderni di architettura Sikh anche in America, Australia, Regno Unito e - in misura minore - anche in altre parti dell'Europa e dell'Asia.

## Tipologie di edifici

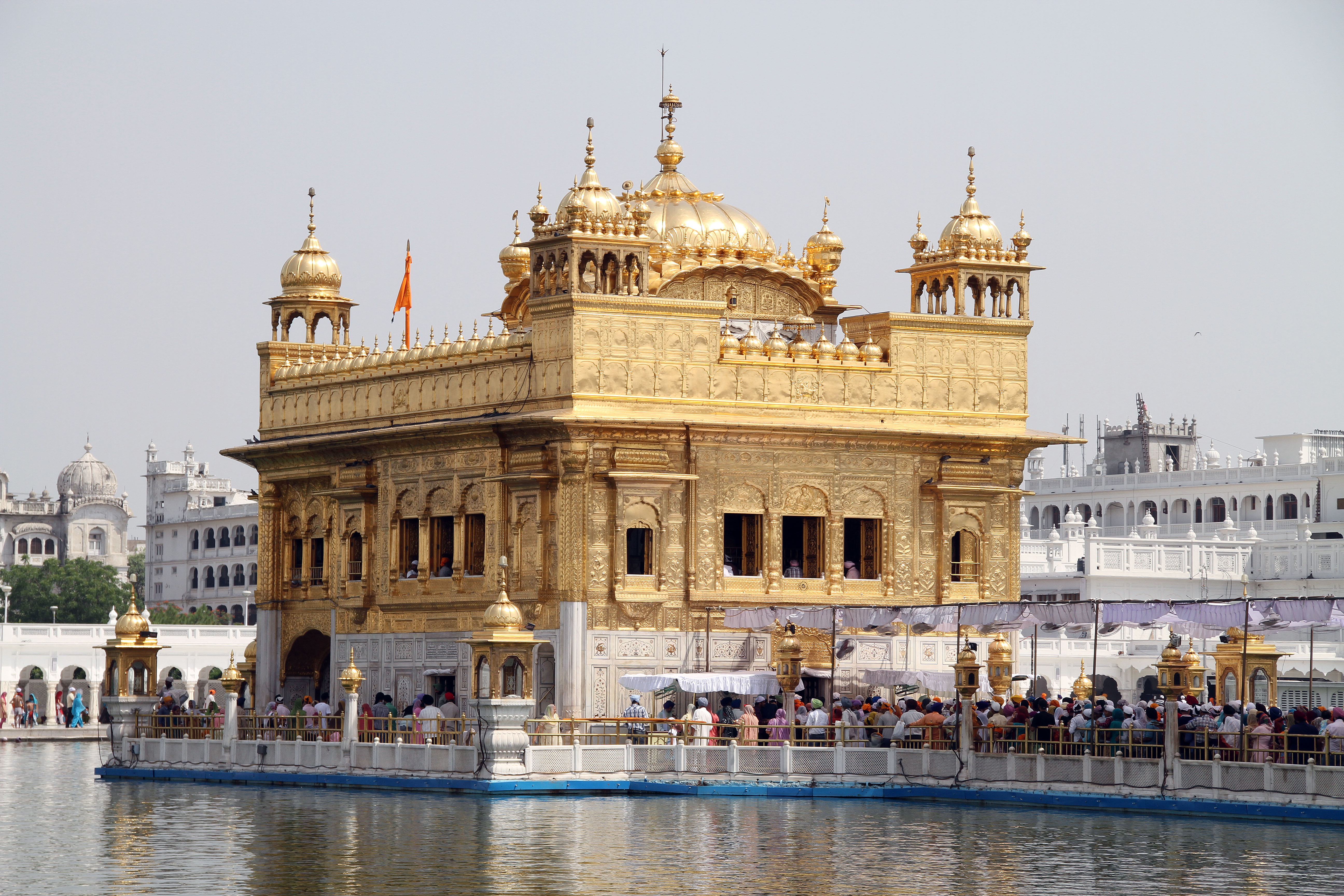
Il Tempio d'Oro (Harmandir Sahib) di Amritsar, in India.

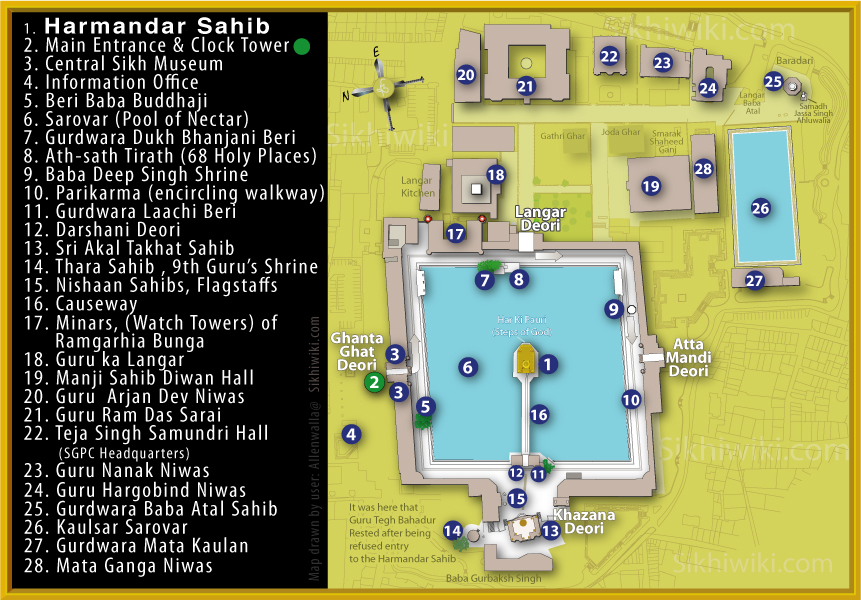
Mappa del Complesso del Tempio d'Oro.

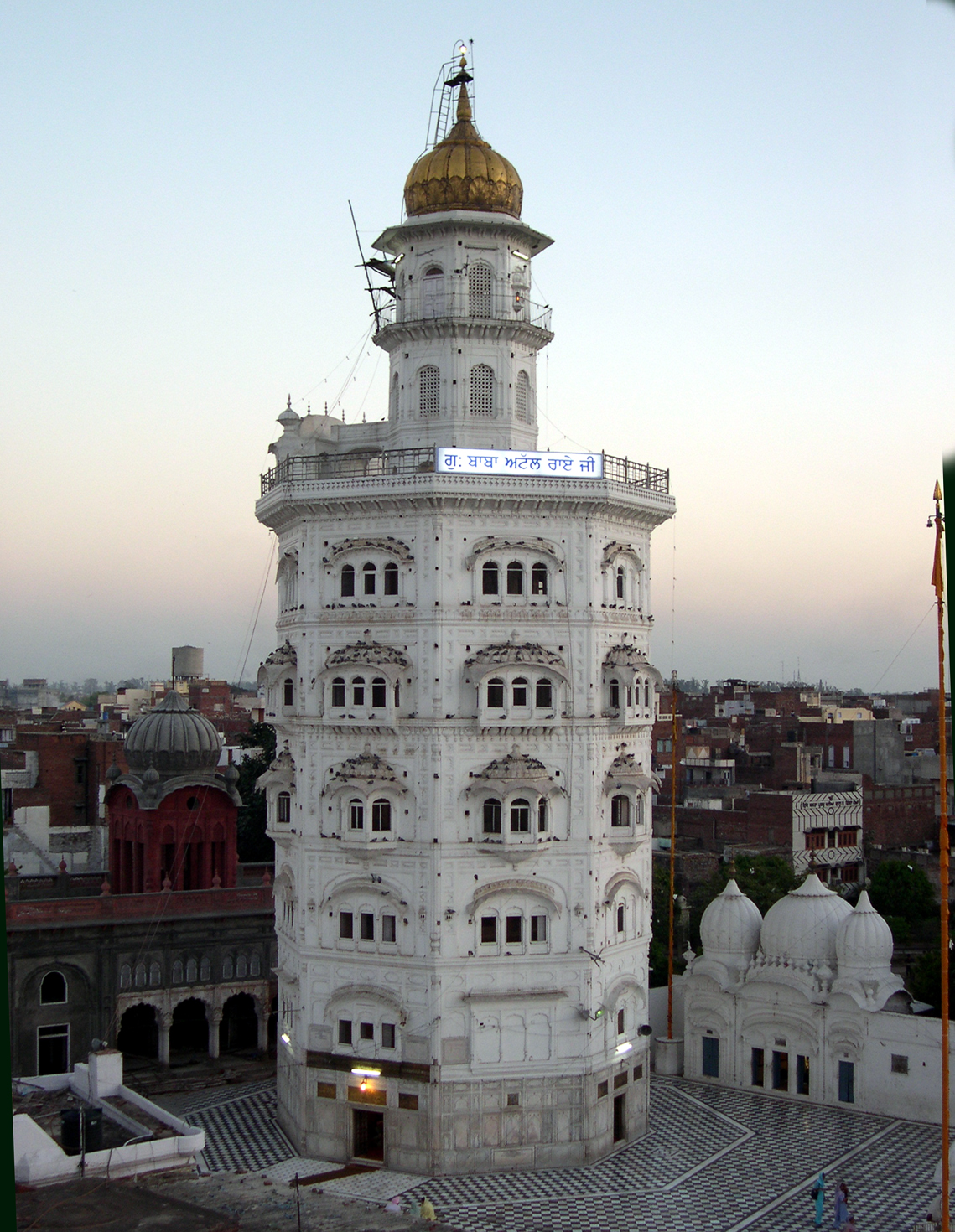
Il Gurdwara Baba Atal di Amritsar, in India.